# Smaïl Khaled
Pour les articles homonymes, voir Khaled.
 (décembre 2018).
Si vous disposez d'ouvrages ou d'articles de référence ou si vous connaissez des sites web de qualité traitant du thème abordé ici, merci de compléter l'article en donnant les références utiles à sa vérifiabilité et en les liant à la section « Notes et références ».
 (décembre 2018).
Smaïl Khaled est un footballeur international algérien né le 8 septembre 1975 à Sétif. Il évolue au poste de défenseur.

## Biographie
Smaïl Khaled joue principalement en faveur de l'ES Sétif, club où il évolue pendant neuf saisons. 
Il dispute une soixantaine de matchs en Division 1 entre 2002 et 2006.
Il reçoit une sélection en équipe d'Algérie. Il s'agit d'une rencontre amicale face à l'Ouganda, disputée le 25 janvier 2003 (victoire 0-1).

## Palmarès
- Accession en Ligue 1 en 1997 avec l'ES Sétif.
- Accession en Ligue 2 en 2009 avec l'AB Merouana.